# Wybory prezydenckie w Chorwacji w 2000 roku

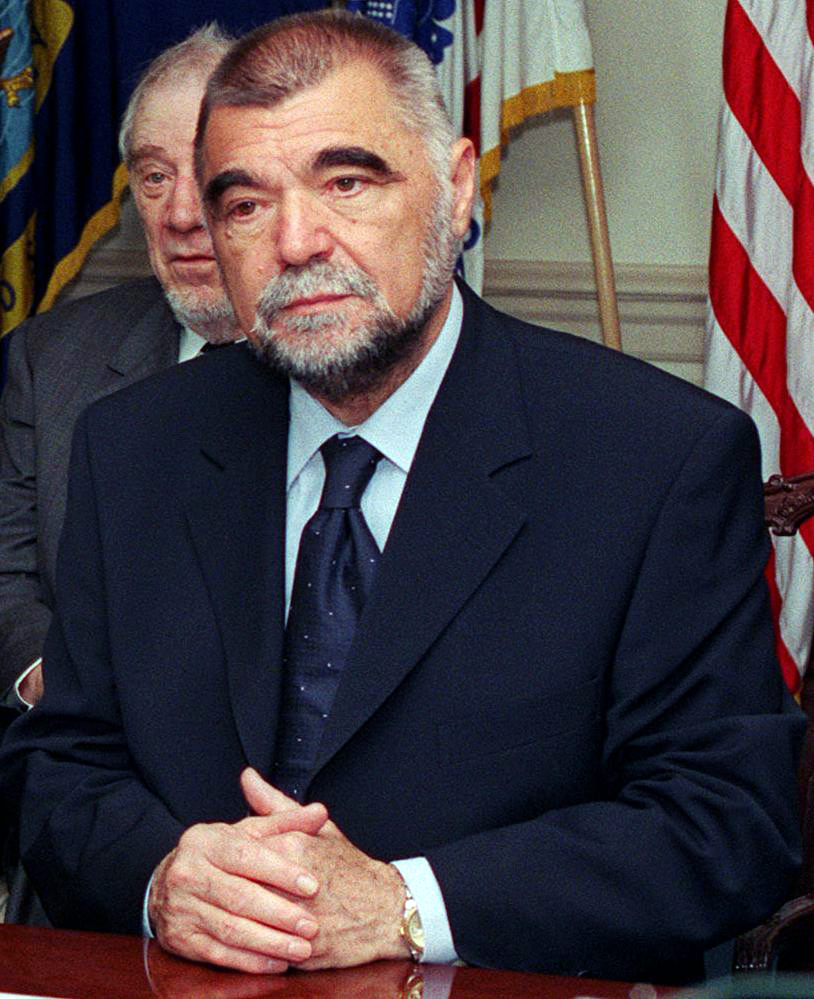
Stjepan Mesić – zwycięzca wyborów

Wybory prezydenckie w Chorwacji w 2000 roku odbyły się w dwóch turach: 24 stycznia i 7 lutego 2000. Były to trzecie wybory prezydenckie od czasu ogłoszenia niepodległości. Wybory wygrał Stjepan Mesić, który został nowym prezydentem Chorwacji.
Wybory zostały przeprowadzone po śmierci Franja Tuđmana – dotychczasowej głowy państwa. Odbyły się kilka tygodni po wyborach parlamentarnych z tego samego roku, w których koalicja socjaldemokratów i socjalliberałów pokonała rządzącą Chorwacką Wspólnotę Demokratyczną.
W wyborach tych wystartowało 9 osób, wśród nich 3 kandydatów niezależnych.

## Wyniki

### I tura
Uprawnionych do głosowania było 4 251 109 osób. Zagłosowało 2 667 561 wyborców (62,98%). Oddano 13 212 głosów nieważnych (0,49%).
| Kandydat           | Partia                 | Głosy     | %      |
| ------------------ | ---------------------- | --------- | ------ |
| Stjepan Mesić      | HNS, HSS, IDS, LS, ASH | 1 100 671 | 41,11% |
| Dražen Budiša      | HSLS, SDP              | 741 837   | 27,71% |
| Mate Granić        | HDZ                    | 601 588   | 22,47% |
| Slaven Letica      | niezależny             | 110 782   | 4,14%  |
| Anto Đapić         | HSP, HKDU              | 49 288    | 1,84%  |
| Ante Ledić         | niezależny             | 22 875    | 0,85%  |
| Tomislav Merčep    | HPS                    | 22 672    | 0,85%  |
| Ante Prkačin       | NH                     | 7401      | 0,28%  |
| Zvonimir Šeparović | niezależny             | 7235      | 0,27%  |

### II tura
Uprawnionych do głosowania było 4 252 921 osób. Zagłosowało 2 598 120 wyborców (60,88%). Oddano 38 799 głosów nieważnych (1,49%).
| Kandydat      | Głosy     | %      |
| ------------- | --------- | ------ |
| Stjepan Mesić | 1 433 372 | 56,01% |
| Dražen Budiša | 1 125 969 | 43,99% |